# كارمن لبكي
كارمن اللبكي (ولدت 1971 م) هي مخرجة لبنانية. حصلت على جائزة أفضل فيلم وثائقي في هوليوود عام 2005 م ضمن مهرجان أربا الدولي عن فيلمها «أرمن لبنان».

## وصلات خارجية
- موقع كارمن لبكي